# Ludmilla Azova
Ludmilla Azova   (Rússia) és una cantant d'òpera soprano que va estudiar al New York College of Music i ha aparegut com a solista amb la Filharmònica de Nova York i la National Orchestra Association, i va interpretar el paper de Fiordiligi a Così fan tutte de Mozart amb les Bermudes. Festival de Teatre. Altres papers operístics interpretats a Nova York inclouen Mimì a La bohème, Madama Butterfly i Marguerite a Faust.
El 1966, va aparèixer com Anna Gomez en una producció de The Consul a la New York City Opera de Gian Carlo Menotti. Azova també ha estat una recitadora activa.
En una ressenya, datada el 6 d'octubre de 1969, a The New York Times, Peter G. Davis va escriure: "Ludmilla Azova és una soprano brillant i platejada i va dur una gran quantitat d'estil al seu recital de cançons russes a l'Ajuntament a última hora de la tarda d'ahir. Nascuda a Europa de pares russos, la senyoreta Azova sap clarament que canta. A més de l'encant i l'elegància de les seves interpretacions, la soprano ben educada, uniforme i segura de la senyoreta Azova va encantar constantment l'oïda. És una dona preciosa, una recitadora encantadora i una cantant d'èxit".

## Gravació
- Music From The Orthodox Liturgy – Ludmilla Azova (soprano), Tamara Bering (alto), Slavonic Cappella Ensemble, Alexis P. Fekula (director). Etiqueta: ESP 1065